# Vol de reconnaissance au-dessus du Japon du 1er novembre 1944
Vous lisez un « bon article » labellisé en 2020.
Seconde Guerre mondiale
Le vol de reconnaissance au-dessus du Japon du 1er novembre 1944, lors de la Seconde Guerre mondiale, est le premier vol d'un avion des forces alliées sur la région japonaise de Tokyo depuis le raid de Doolittle en avril 1942.
Réalisée le 1er novembre 1944 par un Boeing F-13 Superfortress — variante du Boeing B-29 Superfortress — de l'United States Army Air Forces (USAAF), cette sortie de reconnaissance photographique est une réussite. L'équipage parvient à prendre des milliers de photographies qui servent ensuite à planifier de nombreux raids aériens sur le Japon au cours des derniers mois de la guerre.
Les tentatives de destruction de l'appareil par les unités aériennes et les batteries antiaériennes japonaises sont vaines, car le F-13 reste hors de portée durant toute la mission.

## Contexte
L'attaque surprise contre la base navale américaine de Pearl Harbor située à Hawaï par les forces aéronavales japonaises le 7 décembre 1941 provoque l'entrée des États-Unis dans la Seconde Guerre mondiale. Les États-Unis rejoignent ainsi les Alliés qui s'opposent à l'Empire japonais dans la zone Asie-Pacifique.
À la fin de l'année 1944, le XXI Bomber Command de la Twentieth Air Force est prêt à mener des raids de bombardement stratégiques sur l'archipel japonais à partir de bases situées dans les îles Mariannes. Ces attaques doivent remplacer les opérations globalement infructueuses de l'opération Matterhorn, menées par des appareils du XX Bomber Command basés en Inde et transitant via des bases en Chine depuis juin 1944. Alors que le XX Bomber Command effectue des sorties de reconnaissance photographiques au-dessus du Japon dans ce cadre, les aéronefs en provenance de Chine ne disposent pas de la portée suffisante pour atteindre les principaux centres industriels du Japon. Sans renseignements photographiques, le XXI Bomber Command n'est donc pas en mesure d'élaborer des plans détaillés pour des raids contre les cibles visées.
Le 10 octobre 1944, le Comité des analystes des opérations (Committee of Operations Analysts), qui conseille les commandants de l'USAAF sur des cibles de bombardement stratégiques appropriées, recommande de lancer des vols de reconnaissance photographique sur les principales zones industrielles du Japon afin de fournir des renseignements pouvant être utilisés pour des attaques depuis les îles Mariannes. Ces opérations doivent être menées par le 3e escadron de reconnaissance photographique (futur 3d Space Operations Squadron), qui est la seule unité de reconnaissance photographique du XXI Bomber Command.
Formé le 10 juin 1941, le 3e escadron de reconnaissance photographique avait été déployé sur le théâtre des opérations de Chine-Birmanie-Inde. L'unité avait ainsi effectué des missions de cartographie dans la région du 10 décembre 1943 jusqu'à sa dissolution puis reconstitution aux États-Unis en avril 1944 afin d'être équipée de la nouvelle variante de reconnaissance photographique F-13 du bombardier lourd Boeing B-29 Superfortress. En raison de retards dans le développement du F-13, le 3e escadron de reconnaissance photographique ne commence à s'entraîner sur ce type d'appareil qu'à partir du 24 août et commence à recevoir ses premiers appareils F-13 opérationnels le 4 octobre. Les F-13 du 3e escadron de reconnaissance photographique sont déployés à partir du 19 octobre à Saipan, dans les îles Mariannes, où ils sont appuyés par l'unité terrestre de support arrivée le 18 septembre.

## Vol de reconnaissance

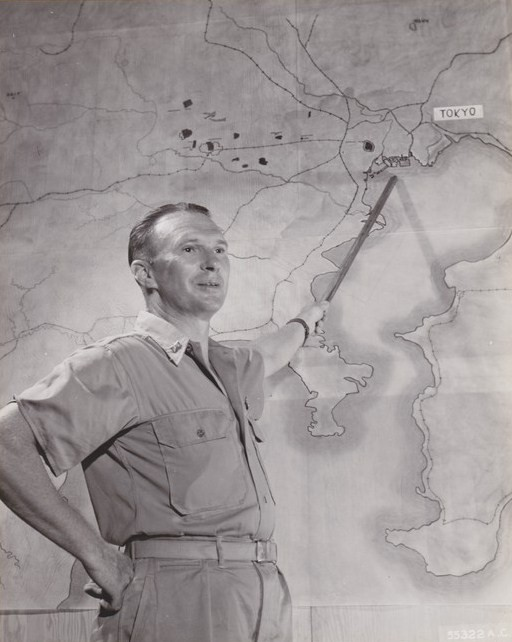
Haywood S. Hansell, commandant du XXI Bomber Command.

Les deux premiers F-13 du 3e escadron de reconnaissance photographique arrivent à Saipan le 30 octobre, après un vol de 33 heures depuis la base aérienne Mather en Californie via Oahu et Kwajalein,. Alors que le commandant du XXI Bomber Command, le brigadier général Haywood S. Hansell, encourage les aviateurs éprouvés à se reposer, ces derniers insistent pour mener un vol au-dessus du Japon dès que possible,.
Le 1er novembre à 5 h 55, un F-13 dont l'équipage est dirigé par le capitaine Ralph D. Steakley décolle de Saipan à destination du Japon. Les conditions météorologiques au-dessus de Tokyo sont idéales pour la reconnaissance photographique avec un ciel sans nuage. Volant à 9 000 mètres d'altitude, l'avion de Steakley survole à plusieurs reprises un complexe d'usines de fabrication d'aéronefs et de moteurs situé à l'ouest de Tokyo, avant de photographier une installation similaire à proximité de la ville de Nagoya. Au total, les aviateurs américains prennent 7 000 photographies au cours de la mission,. Alors que la plupart des photographies de Tokyo représentent des zones industrielles, l'avion photographie également les zones urbaines densément peuplées de la ville, qui seront la cible de bombardements incendiaires plus tard pendant la guerre. Steakley est surpris de rencontrer des vents violents et indique que sa vitesse sol au-dessus de Tokyo n'est parfois que d'environ 110 km/h. À l'époque, l'USAAF ne connaît pas le courant-jet sur cette région, ce qui avait grandement compliqué les derniers raids aériens du XXI Bomber Command,.
Le 47e Sentai du Service aérien de l'Armée impériale japonaise avait la responsabilité de fournir des avions de combat pour surveiller la région de Tokyo le 1er novembre. Ces chasseurs volant sur Nakajima Ki-44 commencent à décoller de l'aérodrome de Narimasu pour intercepter le F-13 à 13 h. Ces appareils ne sont cependant pas conçus pour être utilisés à haute altitude, et les aviateurs japonais ne sont donc pas en mesure de se rapprocher de l'appareil de Steakley, restant à environ 1 000 mètres de lui. Deux formations de chasseurs tirent sur le F-13, sans succès. Plusieurs batteries de canons anti-aériens japonais tirent également sur l'avion américain sans l'atteindre.
Le F-13 est le premier avion américain à survoler Tokyo depuis le raid de Doolittle en avril 1942, et il est donc aperçu par de nombreux civils japonais. Sa présence au-dessus de la ville et l'incapacité de l'armée à l'abattre accroissent les inquiétudes de nombreux habitants.

## Bilan

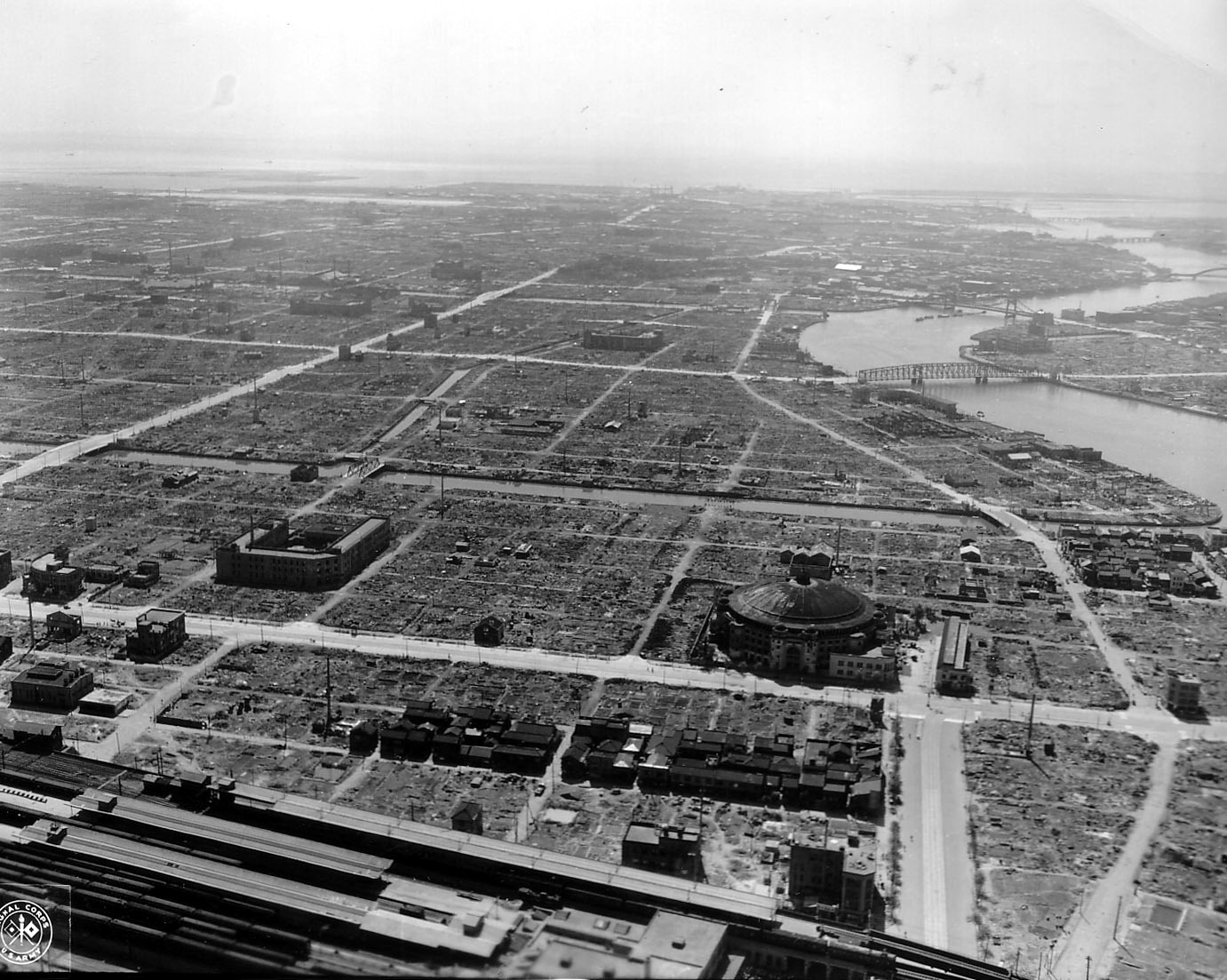
Vue aérienne de Tokyo après les bombardements de 1945.

Le F-13 rentre à Saipan après un vol de 14 heures. Plus tard dans la journée ou le lendemain, l'équipage renomme son appareil Tokyo Rose en référence à la rose de Tokyo, des femmes anglophones chargées de diffuser par radio de la propagande japonaise pour saper le moral des forces alliées. Steakley reçoit la Distinguished Flying Cross pour ce vol, et les autres membres de l'équipage seront également récompensés par la suite,. Des semaines sont nécessaires pour traiter l'ensemble des prises de vue et des mois pour les analyser complètement,.
Les photographies prises au cours du vol constituent une source importante de renseignements pour la Twentieth Air Force et d'autres unités américaines, d'autant plus que le 1er novembre est la seule journée de la campagne aérienne contre le Japon durant laquelle les conditions météorologiques sur l'archipel japonais sont parfaitement dégagées de nuages. Hansell déclare plus tard que cette sortie est « probablement la plus grande […] contribution unique […] dans la guerre aérienne avec le Japon ».
Le 3e escadron de reconnaissance photographique effectue seize autres sorties au-dessus du Japon avant le premier raid du XXI Bomber Command contre Tokyo le 24 novembre, mais plusieurs de ces missions sont gênées par le mauvais temps,. Un F-13 est perdu lors d'une mission à Nagoya le 21 novembre, mais l'escadron dispose de neuf avions à Saipan à la fin du mois. Le 3e escadron de reconnaissance photographique continue ainsi ses vols de reconnaissance au-dessus du Japon jusqu'à la fin de la guerre.